# روبرتو ميسينا
روبرتو ميسينا (بالإيطالية: Roberto Messina)(مواليد 2 يناير 1934 في الدار البيضاء، المغرب) هو ممثل وكومبارص إيطالي.
كان ميسينا تماما مثل شقيقه اميليو ميسينا (1936-2007) نشيطين منذ 1960نيات ككومبارص وممثل صغيرة في أفلام النوع الإيطالية - لأول مرة في أفلام الصنادل، ثم في أفلام سباغيتي وسترن وبعد ذلك في أفلام الجريمة، حيث ساهموا في مشاهد الإثارة في أفلام عديدة، وكان يظهر أحيانا في أدوار صغيرة ناطقة. وميسينا، الذين يتم تقديمه أحيانا باسم Bob Messenger أو Red Buchanan، حيث لعب دور «السيد TOZZI» في الأفلام الأربعة الأولى من قبل" سوبربول نيكو جيرالدي "بجانب توماس ميليان دورا متكررا ودوره الشهير. شغل أيضا منصب صانع السلاح ومساعد مدير في العديد من الأفلام. في 1980نات، أصبح ظهوره أقل بكثير، وظهر آخر مرة أمام الكامرا في فيلم خارج نطاق السيطرة عام 1992.
يعيش ميسينا في البندقية، فلوريدا.

## أفلامه (مُقتطف)
- 1961: عصابات خان (Ursus e la ragazza tartara)
- 1964: مسدسات دالاس الملعونة (Las malditas pistolas de Dallas)
- 1966: عملية بوكر – قصة بالاغمان (Operazione poker)
- 1966: عمدة كله دهب (Uno sceriffo tutto d'oro)
- 1967: إبن دجانغو (Il figlio di Django)
- 1968: سأقتلك!...إشتكي إلى ربك (T’ammazzo!… Raccomandati a Dio)
- 1968: ساعة آكلي الجيفة (Carogne si nasce)
- 1971: المفتش إيكس يطارد النمر الأحمر
- 1992: Out of Control

## وصلات خارجية
- روبرتو ميسينا على موقع IMDb (الإنجليزية)
- روبرتو ميسينا على موقع قاعدة بيانات الفيلم (الإنجليزية)